# Crispijn van de Passe de Oude

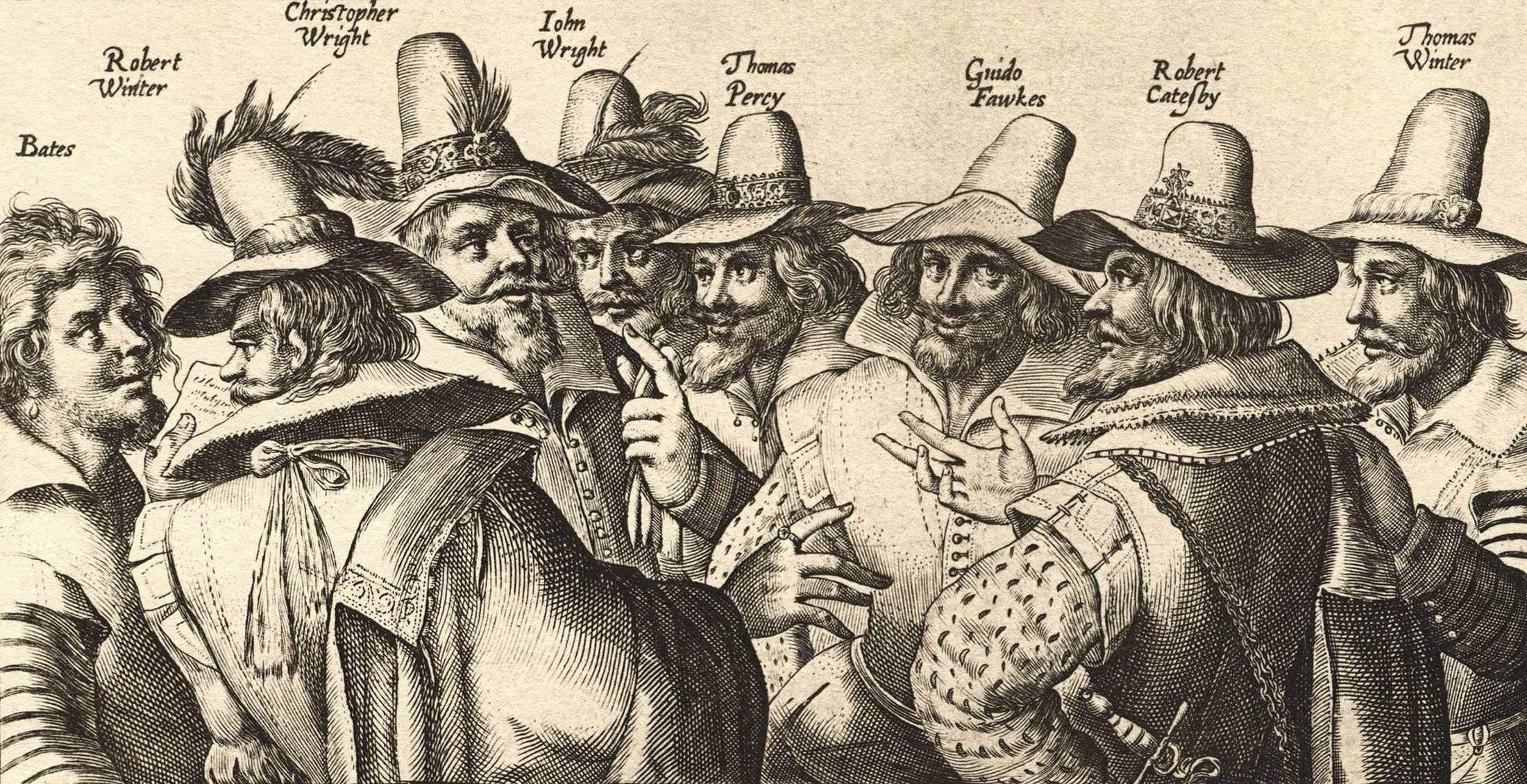
Ets met acht van de 13 samenzweerders van het Engelse Buskruitverraad in 1605, waaronder Guy Fawkes (derde van rechts). National Portrait Gallery

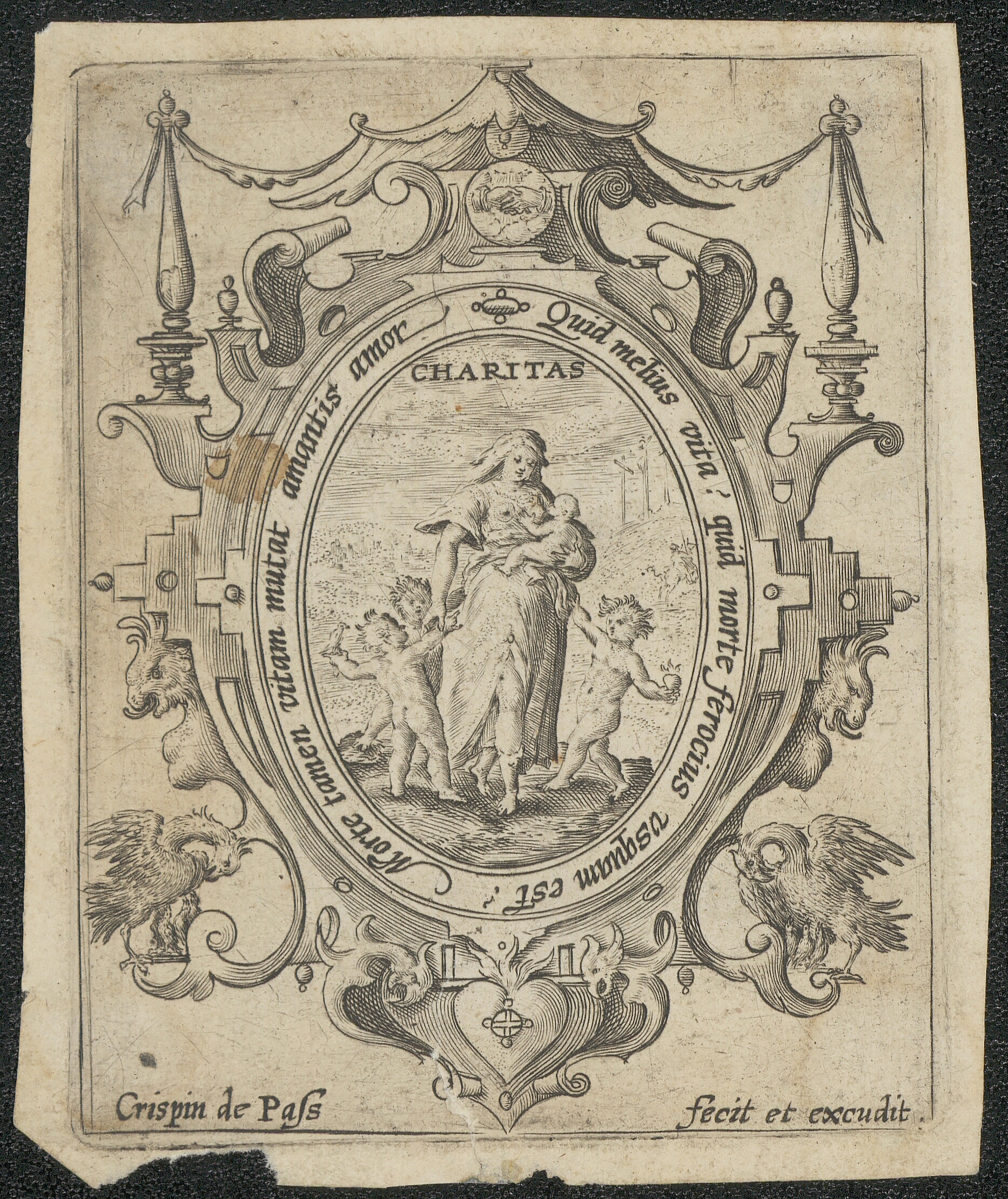
Prent met een embleem van de Caritas afgebeeld als moeder die voor haar kinderen zorgt. Gemaakt door Crispijn van de Passe I. Bewaard in de Universiteitsbibliotheek Gent.

Crispijn (van) de Passe (Arnemuiden, ca. 1564 - Utrecht, 1637), ook bekend als Crispijn (van) de Passe de Oude of Crispijn (van) de Passe (I), was een Nederlandse graveur, tekenaar en prentuitgever. Hij was de stamvader van een geslacht van internationaal actieve en gerenommeerde graveurs.
Van de Passe maakte portretten van Europese koninklijken en edelen en andere vooraanstaande personen zoals Paus Paulus V en de Nederlanders Johan van Oldenbarnevelt, Aernout van Buchel en Maarten Tromp. Daarnaast gaf hij prenten en boeken uit met religieuze, mythologische en allegorische thema's. Van de Passes prentbedrijf produceerde in totaal zo'n 14.000 prenten, met een grote variëteit aan onderwerpen en genres.
Hij produceerde ook geïllustreerde boeken in samenwerking met een boekdrukker, wat in die tijd een tamelijk nieuw fenomeen was. Samen met de in Londen gevestigde uitgever Hans Woutneel produceerde hij een groot aantal prenten voor de Engelse markt. Hij was een van de belangrijkste personen in de vroege Britse prentindustrie.
Zijn kinderen Crispijn (1594-1670), Simon (1595-1647), Willem (ca. 1597 - ca. 1637) en Magdalena (1600-1638) leerden allen het vak van graveur van hun vader, en hielpen hem in zijn werkplaats in Utrecht. Ook de Duitse graveurs Peter Isselburg en Johann Gelle waren in de leer bij hem.
Prenten en ander werk van Van de Passe zijn te bezichtigen in onder meer het Rijksmuseum in Amsterdam, het Centraal Museum in Utrecht, Museum Boijmans Van Beuningen in Rotterdam, het Metropolitan Museum of Art in New York en de National Portrait Gallery en het British Museum in Londen.

## Leven
Van de Passe was een uit Arnemuiden op Walcheren afkomstige doopsgezinde die zich in 1580 in Antwerpen vestigde, maar na de Spaanse inname van die stad in 1588 naar Aken vluchtte. Nadat in 1589 de protestanten in Aken op last van keizer Rudolf II de stad moesten verlaten, vertrok hij naar Keulen. Daar richtte hij samen met zijn echtgenote Magdalena de Bock (gestorven 1635) een internationaal opererende prentuitgeverij op.
In 1611 moest Van de Passe nogmaals om zijn geloof vluchten en vestigde zich ditmaal met zijn gezin in Utrecht. waar bij bleef tot zijn dood in 1637.

## Verder lezen
- Ilja M. Veldman, Crispijn de Passe and his Progeny (1564-1670), Studies in prints and printmaking, deel 3. Rotterdam: Sounds & Vision Publ., 2001
- Ilja M. Veldman, Profit and Pleasure: Print books by Crispijn de Passe, Studies in prints and printmaking, deel 4, Rotterdam: Sounds & Vision Publ., 2001